# Gebhard XXV von Alvensleben
Gebhard XXV von Alvensleben (Beeskow, 6 gennaio 1619 – Neugattersleben, 1º ottobre 1681) è stato un poeta tedesco.

## Biografia
Apparteneva a un'antica e nobile famiglia prussiana e suo nonno era il conte Joachim I von Alvensleben, amico di Federico il Saggio di Sassonia e fondatore delle basi politiche del luteranesimo in Germania; suo padre era infatti il conte Gebhard XXIII von Alvensleben e suo zio Gebhard Johann I von Alvensleben.
Il giovane conte fu educato da Christian Gueintz nel seminario protestante di Magdeburgo e fu presentato a corte nel 1627, divenendo gentiluomo del guardaroba della moglie del principe Ludovico I di Anhalt-Kothen, Sofia di Lippe.
Von Alvensleben fu apprezzato dalla principessa per il suo spirito vivace, la sua intelligenza e la sua arguzia, che lo resero celebre nella corte del piccolo principato di Kothen, tanto da farlo entrare nelle grazie del principe, che gli affidò alcune missioni diplomatiche in Francia e nei Paesi Bassi, dove il conte ebbe modo di frequentare alcuni corsi di grammatica all'Università di Leida.
Tornato in patria, fece pubblicare in onore del duca Augusto di Sassonia-Weisenfels un libretto di poesie, madrigali e sonetti, ma anche discorsi filosofici in immaginarie discussioni tra i celebri dotti dell'epoca e qualche accenno alla teologia, intitolato "Tamarindus indica L."; con questo libretto il conte assunse il favore del principe Augusto, che gli regalò il castello di Neugattersleben presso Lipsia. Von Alvensleben è considerato uno dei massimi esponenti del gruppo dei poeti barocchi tedeschi e ricordato specialmente per la parole nel sonetto numero 479 del Tamarindus in tedesco antico:
Die Thamarinde jagt verbrante freuchtingkeit

Aus unsern leibern weg: Jch ward darumb geneisen

Auch der Ausjangend'hier: Also sol man has, neid

Und unkeusch'eitelkeit samt allen lastern reisen

Aus unsers hertzens bett'durch einen starcken streit

Des geistes. Jedermann mus sich dahin befleisen

Damit des geistes frucht erwachse mit der macht

Die eitelkeit sey stets veracht und die verdact.
Grazie alla popolarità che assunse questa raccolta di versi, il conte von Alvensleben fu colmato di ricchi doni da molti potenti tedeschi e fu amico del poeta Georg Philip Harsdorffer. I suoi figli furono Johann Friedrich II von Alvensleben, ministro della corte degli Hannover in Germania, e Karl August I von Alvensleben, celebre storiografo e amico di Leibnitz.